# Bill Walker (homme politique canadien)
Bill Walker, né en 1966 à Hepworth, est un homme politique canadien. 
De 2011 à 2022, il est le député qui représente la circonscription électorale de Bruce—Grey—Owen Sound du caucus du Parti progressiste-conservateur de l'Ontario.